# 柄澤齊
柄澤 齊（からさわ ひとし、1950年9月6日 - ）は、日本の版画家、画家。

## 略歴
栃木県日光市に生まれる。1974年、創形美術学校研究科版画課程終了。日和崎尊夫に木口木版を師事、現代木口木版画の第一人者として活躍するかたわら、オリジナルコラージュ、ボックスオブジェなども手がけ、2008年以降は絵画作品を中心に制作している。
書籍の装丁として『堀田善衛全集』（筑摩書房1993年）、『ネルヴァル全集』（筑摩書房1997年）など。
書籍の装画として辻邦夫『西行花伝』（新潮社1995年）、『矢川澄子作品集成』（書肆山田1998年）、『決定版三島由紀夫全集』（新潮社2001年）などがある。
1993年、印刷と出版の工房「梓丁室」（していしつ）を開設、十九世紀の活版印刷機アルビオンプレスを用いたオリジナル版画集、詩画集、挿絵本なとの制作と発行を始める。
2006年、栃木県立美術館、神奈川県立近代美術館（鎌倉）で回顧展。
美術家として活動するほか、エッセー集『銀河の棺』（小沢書店1994年）、ミステリー小説『ロンド』、長編小説『黒富士』を執筆する。

## 作品リスト

### オリジナル版画集､詩画集、挿絵本
- 版画集『Al-Chimija』（1972年 柄澤齊私刊）
- 版画集『Translatio』（1974年 柄澤齊私刊）
- 版画集『燭罪領』（1975年 シロタ画廊）
- 歌画集『香柏割禮』（歌 塚本邦雄、1976年 書肆季節社）
- 挿絵本『ペレアスとメリザンド』（戯曲 モーリス・メーテルリンク、訳 杉本秀太郎、1978年 湯川書房）
- 譚画集『迷宮の潭』（譚 出口裕弘、1981年 シロタ画廊）
- 挿絵本『雅歌』（1985年 湯川書房）
- 挿絵本『聖者の行進』（小説 堀田善衛、1986年 筑摩書房 湯川書房）
- 版画集『死と変容　第Ⅰ集　夜』（1988年 柄澤齊私刊）
- 版画集『死と変容　第Ⅱ集　洪水』（1990年 柄澤齊私刊）
- 版画集『星殻集』（初期作品集、1991年 柄澤齊私刊）
- 版画集『NINE NUTS』(1994年梓丁室)
- 版画集『方丈記』（1994年 梓丁室）
- 詩画集『植物の睡眠』（詩 岡田隆彦、1996年 梓丁室）
- 版画集『ZIPANGU』（1999年 梓丁室）
- 版画集『傾草紙』（2001年 梓丁室）
- 挿絵本『影法師』（小説 柄澤齊、2005年 梓丁室）
- 版画入り冊子『SHIP』1～14（エッセー 柄澤齊、2004年～2006年隔月刊　 梓丁室）

### エッセー集
- 『銀河の棺』（1994年 小沢書店）

### 小説
- 『ロンド』（2002年 東京創元社 / 2006年 創元推理文庫【上・下】）
- 『黒富士』（2013年 新潮社）

## 図録､印刷画集
- コラージュ作品集『冥い天体』（1979年 シロタ画廊）
- 『版画芸術68号　特集　柄澤齊　木口木版画　夢の刻印』（1990年4月）
- カタログレゾネ『柄澤齊木口木版画集1971-1991』（1991年 阿部出版）
- 『本の宇宙 ー 詩想をはこぶ容器』（1992年 栃木県立美術館）
- 『死にいたる美術 ー メメント・モリ』（1994年 町田市立国際版画美術館　栃木県立美術館）
- カタログレゾネ増補改訂版『柄澤齊木口木版画集1971-1996』（1996年 阿部出版）
- 『「日本画」純粋と越境　90年代の視点から』（1998年 練馬区立美術館）
- 『メディテーション ー 真昼の瞑想 90年代の日本の美術』（1999年 栃木県立美術館）
- 『顔　絵画を突き動かすもの』（2000年 東京国立近代美術館）
- 『本という美術ー大正期の装幀から現代のオブジェまで』（2001年 うらわ美術館）
- 『線の迷宮 ー 細密版画の魅力』（2002年 目黒区美術館）
- 『柄澤齊展　版画、オブジェ、水彩、本 1971-2006』（2006年 栃木県立美術館  神奈川県立近代美術館鎌倉館）
- 『天体と宇宙の美学』（2007年 滋賀県立近代美術館）
- 『小宇宙への情熱 ー 美浦康重版画コレクション』（2008年 神奈川県立近代美術館鎌倉館）
- 『版と画の間』（柿沼裕朋編、2014年 平凡社）- 第5章[3]「柄澤齊」
- 『ノスタルジー＆ファンタジー　現代美術の想像力とその源泉』（2014年 国立国際美術館）

### 挿絵（新聞小説）
- 佐伯一麦「鉄塔家族」（日本経済新聞夕刊、2002年6月-）
- 小池真理子「虹の彼方」（毎日新聞朝刊、2004年11月-）
- 小池真理子「ストロベリー・フィールズ」（読売新聞朝刊、2007年11月-）
- 小池真理子「無花果の森」（日本経済新聞夕刊、2009年11月-）